# Bauhinia vestita
Bauhinia vestita är en ärtväxtart som först beskrevs av George Bentham, och fick sitt nu gällande namn av James Francis Macbride. Bauhinia vestita ingår i släktet Bauhinia och familjen ärtväxter. Inga underarter finns listade i Catalogue of Life.